# Torneo ATP de Estambul 2017
El TEB BNP Paribas Istanbul Open 2017 fue un torneo de tenis jugado en polvo de ladrillo al aire libre que se celebró en Estambul, Turquía, del 1 al 7 de mayo de 2017. Fue la 3.ª edición del TEB BNP Paribas Istanbul Open, y fue parte del ATP World Tour 250 series del 2017.

## Distribución de puntos
| Modalidad            | Campeón | Finalista | Semifinales | Cuartos de final | 2ª ronda | 1ª ronda | Clasificados | 2ª ronda de clasificación | 1ª ronda de clasificación |
| Individual masculino | 250     | 165       | 100         | 50               | 25       | 0        | 13           | 7                         | 0                         |
| Dobles masculino     | 250     | 150       | 90          | 45               | 20       | 0        | -            | -                         | -                         |

## Cabezas de serie

### Individuales masculino
| Tenista           | Ranking | Preclasificada |
| Milos Raonic      | 6       | 1              |
| Marin Čilić       | 8       | 2              |
| Diego Schwartzman | 34      | 3              |
| Paolo Lorenzi     | 38      | 4              |
| Viktor Troicki    | 39      | 5              |
| Bernard Tomic     | 41      | 6              |
| Borna Ćorić       | 48      | 7              |
| Steve Darcis      | 53      | 8              |

- Ranking del 24 de abril de 2017

### Dobles masculino
| Tenista                          | Ranking | Preclasificado |
| Nicholas Monroe Artem Sitak      | 94      | 1              |
| Santiago González Dominic Inglot | 112     | 2              |
| Jonathan Erlich Scott Lipsky     | 122     | 3              |
| Guillermo Durán Andrés Molteni   | 134     | 4              |

## Campeones

### Individual masculino
Marin Čilić venció a  Milos Raonic por 7-6(3), 6-3

### Dobles masculino
Roman Jebavý /  Jiří Veselý vencieron a  Tuna Altuna /  Alessandro Motti por 6-0, 6-0